# Estación Rincón
Estación Rincón – miasto w Urugwaju, w departamencie Treinta y Tres.